# Grenzgebiet
Das Grenzgebiet ist eine Region, die unmittelbar an die Grenze eines Staates liegt. Zusätzlich zur informellen Definition kann ein Grenzgebiet eine rechtliche Definition und Abgrenzung haben, sowohl im Inland als auch aufgrund bilateraler Abkommen mit dem Nachbarland. Gründe für die rechtliche Abgrenzung eines Grenzgebiets sind unter anderem eine erhöhte Sicherheit und besondere Bestimmungen für die Bewohner von Grenzgebieten, die Grenze zu überschreiten (Kleiner Grenzverkehr).
In den Vereinigten Staaten wurde eine 100-Meilen-Grenzzone (etwa 161 km) geschaffen, in der die Mitarbeiter der US Zoll- und Grenzschutzbehörde die Befugnis zum verdachtsunabhängigen Anhalten und Durchsuchen der Personen und Verkehrsmittel haben (siehe auch: Grenze zwischen den Vereinigten Staaten und Mexiko).
In Deutschland wird dieses Gebiet heute als grenznaher Raum bezeichnet, § 14 Zollverwaltungsgesetz (ZollVG); siehe auch Zollgrenzbezirk.
Für die Mitglieder des Schengen-Raums wurde durch die Regelung für den lokalen Grenzverkehr an den Außengrenzen ein Grenzgebiet festgelegt, das sich auf höchstens 50 km zu beiden Seiten der Grenze erstrecken darf. Eine Ausnahme wird für die Oblast Kaliningrad gemacht (siehe „Grenze zwischen Polen und Russland“ Artikel für Details.)

## Geschichte

### DDR
Im Mai 1952 riegelte die DDR-Führung ihr Land mit einer fünf Kilometer breiten Sperrzone entlang der innerdeutschen Grenze zwischen der Deutschen Demokratischen Republik und der Bundesrepublik Deutschland ab. Diese Einrichtung diente der Behinderung der Freizügigkeit, in der DDR als „ungesetzlicher Grenzübertritt“ kriminalisiert. Das Sperrgebiet setzte sich zusammen aus einem „10-m-Kontrollstreifen (KS) unmittelbar entlang der Grenze“, einem 500 m breiten „Schutzstreifen“ sowie einer „5-km-Sperrzone“ (ab 1972: 3–5 km). Zur Sicherung der Grenzschutzmaßnahmen wurden Anwohner in Grenznähe teilweise umgesiedelt, mitunter auch zwangsweise. Privatbesuche in das Gebiet waren genehmigungspflichtig und an strenge Auflagen gebunden.

### Sowjetunion
In der Sowjetunion der Zwischen- und Nachkriegszeit waren die Grenzgebiete strengen Kontrollen von Angehörigen der „Fünften Kolonne“ unterworfen, die durch ethnischen Säuberungen vor angeblich potentiellen Feinden schützen sollten; siehe Vertreibungen und Zwangsansiedlungen in der UdSSR für Details.